# Кубок Херсонской области по футболу
Кубок Херсонской области по футболу — областное соревнование украинского футбола среди любительских команд. Первый кубок был розыгран в 1949 году. Проводится под эгидой Федерации футбола Херсонской области. С 1970 года турнир называется «Кубок Херсонщины имени Героя Советского Союза Александра Ладычука». Финал традиционно проводится в Херсоне ежегодно 9 мая.

## Все финалы
| Год  | Обладатель                                                                                     | Финалист                    | Счет              |
| ---- | ---------------------------------------------------------------------------------------------- | --------------------------- | ----------------- |
| 1949 | Команда Блакитнянской машинно-тракторной станции (МТС) с. Архангельское Высокопольского района | Команда Цюрупинского района | 2:0               |
| 1950 | «Спартак» Херсон                                                                               |                             |                   |
| 1951 | «Молния» Новотроицкое                                                                          |                             |                   |
| 1952 | «Спартак» Херсон                                                                               |                             |                   |
| 1953 | «Спартак» Херсон                                                                               |                             |                   |
| 1954 | «Спартак» Херсон                                                                               |                             |                   |
| 1955 | «Спартак» Херсон                                                                               | «Авангард» Херсон           | 2:0               |
| 1956 | «Спартак» Херсон                                                                               |                             |                   |
| 1957 | «Спартак» Херсон                                                                               |                             |                   |
| 1958 | «Авангард» Херсон                                                                              |                             |                   |
| 1959 | «Авангард» Херсон                                                                              |                             |                   |
| 1960 | «Авангард» Каховка                                                                             |                             |                   |
| 1961 | «Спартак» Херсон                                                                               |                             |                   |
| 1962 | «Колхозник» Новотроицкое                                                                       |                             |                   |
| 1963 | «Текстильщик» Херсон                                                                           |                             |                   |
| 1964 | «Энергия» Новая Каховка                                                                        |                             |                   |
| 1965 | «Энергия» Новая Каховка                                                                        |                             |                   |
| 1966 | «Текстильщик» Херсон                                                                           |                             |                   |
| 1967 | «Текстильщик» Херсон                                                                           |                             |                   |
| 1968 | данные не сохранились                                                                          |                             |                   |
| 1969 | «Сельстрой» Новая Каховка                                                                      | «Сельстрой» Геническ        |                   |
| 1970 | «Кристалл» Херсон                                                                              | «Колос» Нововоскресенское   | ?-?               |
| 1971 | «Энергия» Новая Каховка                                                                        | «Кристалл» Херсон           | 1-0               |
| 1972 | «Энергия» Новая Каховка                                                                        |                             |                   |
| 1973 | «Строитель» Геническ                                                                           |                             |                   |
| 1974 | «Энергия» Новая Каховка                                                                        | «Нефтяник» Херсон           | 7:1               |
| 1975 | «Энергия» Новая Каховка                                                                        | «Кристалл» Херсон           | 3:2               |
| 1976 | «Колос» Скадовск                                                                               |                             |                   |
| 1977 | «Нефтяник» Херсон                                                                              |                             |                   |
| 1978 | «Колос» Скадовск                                                                               |                             |                   |
| 1979 | «Энергия» Новая Каховка                                                                        |                             |                   |
| 1980 | «Энергия» Новая Каховка                                                                        |                             |                   |
| 1981 | «Дорожник» Херсон                                                                              |                             |                   |
| 1982 | «Энергия» Новая Каховка                                                                        |                             |                   |
| 1983 | «Энергия» Новая Каховка                                                                        |                             |                   |
| 1984 | «Энергия» Новая Каховка                                                                        |                             |                   |
| 1985 | «Колос» Осокоровка                                                                             |                             |                   |
| 1986 | «Энергия» Новая Каховка                                                                        | «Корабел» Херсон            | 6:3 и 3:2         |
| 1987 | «Дорожник» Херсон                                                                              | «Нефтяник» Херсон           | 2:1               |
| 1988 | «Энергия» Новая Каховка                                                                        | «Дорожник» Херсон           |                   |
| 1989 | «Мелиоратор» Каховка                                                                           |                             |                   |
| 1990 | «Мелиоратор» Каховка                                                                           |                             |                   |
| 1991 | «Колос» Осокоровка                                                                             | «Мелиоратор» Каховка        |                   |
| 1992 | «Таврия» Новотроицкое                                                                          |                             |                   |
| 1993 | «Динамо» Высокополье                                                                           | «Энергия» Новая Каховка     | 3:0д 0:2г         |
| 1994 | «Таврия» Новотроицкое                                                                          | «Пищевик» Белозёрка         |                   |
| 1995 | «Энергия» Новая Каховка                                                                        |                             |                   |
| 1996 | «Славута» Нововоронцовка                                                                       | «Мир» Горностаевка          | 1:0 и 2:0         |
| 1997 | «Таврия» Новотроицкое                                                                          |                             |                   |
| 1998 | «Таврия» Новотроицкое                                                                          |                             |                   |
| 1999 | «Славута» Нововоронцовка                                                                       | «Авангард» Каховка          | 1:0               |
| 2000 | «Энергия» Новая Каховка                                                                        | «Славута» Нововоронцовка    | 3:1               |
| 2001 | «Таврия» Новотроицкое                                                                          | «Маяк» Музыковка            | 5:2               |
| 2002 | «КЗЭСО» Каховка                                                                                | «Динамо» Цюрупинск          | 4:1               |
| 2003 | «Динамо» Цюрупинск                                                                             | «КЗЭСО» Каховка             | 0:0 пп 5:3        |
| 2004 | «КЗЭСО» Каховка                                                                                | «Динамо» Цюрупинск          | 3:0               |
| 2005 | «Динамо» Цюрупинск                                                                             | «Энергия» Новая Каховка     | 2:1               |
| 2006 | «Мир» Горностаевка                                                                             | «Украина-Агромир» Ольгино   | 2:0               |
| 2007 | «Мир» Горностаевка                                                                             | «Высокое поле» Высокополье  | 3:1               |
| 2008 | СК «Каховка»                                                                                   | «Мир» Горностаевка          | 2:1               |
| 2009 | «Сигма» Херсон                                                                                 | «Кристалл» Херсон           | 5:2               |
| 2010 | «Таврия» Новотроицкое                                                                          | «Энергия» Новая Каховка     | 2:1               |
| 2011 | «Кристалл» Херсон                                                                              | «Динамо» Цюрупинск          | 3:2               |
| 2012 | «Темп» Никольское                                                                              | «Колос» Чернобаевка         | 6:0               |
| 2013 | «Таврия» Новотроицкое                                                                          | «Колос» Хлебодаровка        | 3:3 (по пен. 4:2) |
| 2014 | «Колос» Хлебодаровка                                                                           | «Мир» Горностаевка          | 2:1               |
| 2015 | «Дружба» Новониколаевка                                                                        | «Авангард» Каховка          | 1:0               |